# دوري ليسوتو لكرة القدم 2015–16
دوري ليسوتو لكرة القدم 2015–16 هو موسم من دوري ليسوتو لكرة القدم. فاز فيه نادي ليولي.